# El Perdigó
El Perdigó és una muntanya de 767 metres que es troba al municipi de Pinós, a la comarca del Solsonès.